# Виши институт за аеронаутику и свемир
Виши институт за аеронаутику и свемир (фр. Institut supérieur de l’aéronautique et de l’espace) је француски универзитет основан 1909. са седиштем у Тулузу. Овај универзитет је део Groupe ISAE.
То је најстарија школа ваздухопловног инжењерства на свету.
Мото универзитета је: L’excellence, passionnément, што значи Одлично, страствено.

## Познати дипломци
- Марсел Дасо, био француски индустријалист у области производње авиона
- Михаил Гуревич, био совјетски конструктор авиона